# Associazione Sportiva Siracusa 1944-1945
Questa voce raccoglie le informazioni riguardanti l'Associazione Sportiva Siracusa nelle competizioni ufficiali della stagione 1944-1945.

## Rosa
| N. |                   | Ruolo | Calciatore           |
| -- | ----------------- | ----- | -------------------- |
|    | Italia (bandiera) | D     | S. Ambrogio          |
|    | Italia (bandiera) | C     | Pietro Cancellieri   |
|    | Italia (bandiera) | D     | Salvatore Carpinteri |
|    | Italia (bandiera) | A     | E. Cattaneo          |
|    | Italia (bandiera) | D     | F. Ciurli            |
|    | Italia (bandiera) | C     | M. Carussio          |
|    | Italia (bandiera) | A     | Silvio Mazzoli       |
|    | Italia (bandiera) | C     | Fazzina              |

| N. |                   | Ruolo | Calciatore          |
| -- | ----------------- | ----- | ------------------- |
|    | Italia (bandiera) | P     | G. Pastorino        |
|    | Italia (bandiera) | A     | Nobile              |
|    | Italia (bandiera) | D     | Oronzo Pugliese     |
|    | Italia (bandiera) | C     | Ottavio Rossi       |
|    | Italia (bandiera) | C     | Ottavio Paparella   |
|    | Italia (bandiera) | C     | Francesco Sgandurra |